# Добробут (товариство)
«Добробут» — всеукраїнське кооперативне скотарсько-молочарське товариство на паях, що існувало 1924–30. Займалося організацією виробництва та збуту продукції тваринництва. Статут товариства зареєстровано в липні 1924 Головкооперкомом при РНК УСРР. Установчі збори відбулися 19 вересня 1924, а засновниками стали: товариство «Сільський господар», Лебединське с.-г. кредитне товариство, Богодухівська районна с.-г. кредитна спілка та Харків. районна кредитна спілка. Керівні органи — правління, наглядова рада, ревізійна комісія. «Д.» мав власні контори в Києві та Одесі, а також представництва в Москві та Ленінграді (нині м. Санкт-Петербург), здійснював торгівлю через об'єднані представництва укр. кооперації за кордоном. 28–30 трав. 1926 дістав назву «Всеукраїнська спілка скотарсько-молочарської коопе-рації „Добробут“». Виконував завдання «Сільського господаря», до складу якого входив на правах спілки. В трав. 1930 мав 41 спілку. За постановою Наркомату земельних справ УСРР від 30 берез. 1930 «Д.» було об'єднано з Укрколгоспцентром.